# 信託大樓
信託大樓又名沙美大樓、沙美銀行大樓，是上海市的一座歷史建築，位於黄浦區北京东路190號。該建築完工於1921年，外觀具折衷主義以及英國新古典主义建筑特徵，由通和洋行設計。沙美大樓先後作为沙美洋行、上海信托和居民住宅用地。沙美大樓後來成為上海市第四批優秀歷史建築。2014年沙美大樓一度关闭，2021年再度開放。此時的沙美大楼成為一栋集餐厅、画廊、酒店于一体的建筑。